# 西川右近
西川 右近（にしかわ うこん、1939年6月4日 - 2020年12月12日）は、名古屋西川流三世家元。本名、近藤雅彦。愛知県名古屋市出身。
東京都新宿区に本部を置く「西川流®」（一般財団法人 西川流）とは無関係。

## 来歴
1939年6月4日、近藤茂と静子（西川司津）の長男として生まれる。3歳で初舞台。1956年、名古屋西川流名取「西川右近」となる。高校中退し、4歳年上の名妓連芸妓・八重子と同棲。この頃から、藤間勘祖 (2世)に師事する。
1983年8月、 父二世西川鯉三郎死去、名古屋西川流三世家元を継承。流派で内紛が起こり、1985年4月8日、右近は記者会見を開いて分家の実姉西川左近の絶縁を発表。1985年4月16日、左近も名古屋西川流の分家問題や名取免許授与をめぐり紛糾している問題で記者会見した。左近の分家独立は当時の新聞、週刊誌とマスコミを騒がせた。左近は二世鯉三郎の遺言に基づき東京で「西川流鯉風派」を起こして分裂した。1985年8月、財団法人西川会（現、一般財団法人西川会）設立、理事長就任。1992年9月、心筋梗塞で緊急入院。
2004年4月、湯浅景元と踊りと健康の融合「NOSS」を開発。2010年、東京国際大学人間社会学部客員教授に就任。
2014年、第67回「名古屋をどり」終演を以て家元を引退し、以降、名古屋西川流総師を名乗る。長男西川千雅が四世家元継承し、長女西川まさ子、次女西川陽子が家元補佐を務める。
2017年1月、妻・八重子が81歳で死去。同年9月1日、一般社団法人日本舞踊スポーツ科学協会設立。2020年12月12日、急性心不全のため、自宅で死去。81歳没。

## 流派としての活動
- 1956年、鯉風会、長田午狂作・清元榮壽郎作曲「小袖曽我」の曽我五郎、二世西川鯉三郎の母曽我満江と共演。
- 1960年、振付「おどりの散歩」
- 1968年9月、第21回名古屋をどり「望月の駒」佐久間良子共演。
- 1984年3月、「西川右近、三世家元継承の会」（御園座）。十七世中村勘三郎、五代目中村勘九郎（後の十八世中村勘三郎）、二世尾上松緑、七世尾上梅幸、七代目尾上菊五郎、2代目藤間勘祖、3代目藤間勘祖、西川扇蔵、花柳壽輔 (3世)、尾上菊之丞、音羽菊蔵、工藤扇寿、赤堀加鶴繪らが出演。
- 1984年11月、名古屋をどり北米公演。
- 1985年3月、モナコ公国キャロライン王女主催の舞踏会。
- 1986年2月、「西川右近の会」（国立劇場）。
- 1988年4月、ブロードウエイのプロモーター、ハロルド･ショウの招聘、名古屋をどりアメリカ公演。
- 1988年11月「'88名古屋西川流家元～名古屋西川会」歌舞伎座。
- 1990年11月、第2回「西川右近の会」国立劇場。
- 1994年10月、国立劇場「名古屋西川会」。
- 1997年9月、第50回記念公演名古屋をどり。
- 1999年7月、流祖初代西川鯉三郎没後100年、二世西川鯉三郎17回忌「名古屋西川流全国大会」。
- 2000年6月、十七世中村勘三郎13回忌追善舞踊会（御園座）、「身替座禅」、北条秀司作「仇ゆめ」で勘三郎、波乃久里子共演。
- 2000年12月31日から2001年1月1日、熱田神宮能楽殿「ミレニアム・フェスティバル・イン熱田の森」カウントダウン公演。
- 2001年2月、国立劇場「名古屋西川会」、中村歌昇が特別出演。
- 2002年9月、名古屋をどり55回記念、坪内逍遥原作、川崎哲男脚本、澤村藤十郎声、新作舞踊劇「鬼子母の解脱」でスペイン舞踊の蘭このみ共演。
- 2003年3月、宝塚歌劇団バウ・ホール、植田紳爾作「おーい春風さん」花組新人公演。
- 2003年9月、第51回名古屋をどり、市川笑三郎、市川春猿がゲスト。
- 2005年2月、日本舞踊協会公演、尾上流家元尾上菊之丞（二代目）、紫派藤間流家元藤間紫らと「乗合船恵方萬歳」出演。
- 2005年4月、愛知万博参加。
- 2005年9月、名古屋をどり、種田山頭火を題材の渡辺えり作「風の中ゆく」で渡辺えりと夫婦役で共演。
- 2006年10月、赤坂をどり（赤坂ACTシアター）。
- 2006年11月、北海道札幌市「西川会」開催。
- 2007年3月、名古屋西川流三世家元継承25年「名古屋西川流全国大会」。
- 2007年3月27日、第50回記念日本舞踊協会公演（歌舞伎座）尾上流家元尾上菊之丞と清元「玉兎」を踊る。
- 2007年9月、第60回記念公演名古屋をどり、市川笑三郎が特別出演。
- 2008年1月、熱田神宮「名古屋西川流・温故知新」開催。
- 2008年2月、日本舞踊協会公演、清元榮壽郎作曲「月」出演。
- 2008年12月、名古屋能楽堂、藤間流宗家藤間勘十郎 (8世)共演。
- 2009年9月、二世西川鯉三郎生誕100年、第62回名古屋をどり、清元「隅田川」の班女の前を初役で演じる。
- 2009年12月、第56回中京五流舞踊公演、長唄「島の千歳」を踊る。
- 2010年2月、三重県桑名市「三重県 名古屋西川会」。
- 2010年4月、「二世西川鯉三郎生誕100年と西川右近古希を記念する会。
- 2010年5月「ひな菊会」清元「雨の権八」白井権八を踊る。
- 2010年9月、第63回名古屋をどり。
- 2010年12月、第57回中京五流舞踊公演、長唄「松の緑」西川まさ子共演。
- 2011年2月2日、作詞作曲の演歌を徳間ジャパンから発売。
- 2011年4月9日・10日「第51回赤坂をどり」（赤坂ACTシアター）。
- 2011年9月7日-12日、第64回「名古屋をどり」（中日劇場）。
- 2014年9月3日-7日、第67回「名古屋をどり」。

## 不祥事
64歳のとき、名古屋国税局の税務調査を受け、2001年までの6年間で約1億5000万円の申告漏れを指摘されていたことが2003円6月14日に分かった。同国税局はこのうち約1億3000万円を所得隠しと認定し、重加算税を含め、約8000万円を追徴課税（更正処分）した。

## 受賞
- 1962年名古屋演劇ペンクラブ賞
- 1982年愛知県文化選奨文化賞
- 2001年文部科学大臣賞
- 2015年中日文化賞

## 書籍
- 『日本舞踊舞踊劇選集』西川会 2002
- 『やっぱり古いが面白い!』文化創作出版 2003
- 『週刊朝日』「夫婦の情景(270)西川右近・八重子夫妻」朝日新聞出版　2005.06.24
- 『兄者 義経の血霊』だいわ文庫 2007
- 『にんげん見本帖 心に残るあの人の言葉・この人の生き様』創美社 2010
- 『7分のおどりで筋力強化! 日舞エクササイズ「NOSS」のすべて』 西川千雅共著　湯浅景元監修　日経BPM 2010